# إلياس كوبو
إلياس كوبو (24 نوفمبر 1997 بميشيلين في بلجيكا - ) هو لاعب كرة قدم بلجيكي في مركز الدفاع. لعب مع كيه في ميخيلين.

## وصلات خارجية
- إلياس كوبو على موقع الاتحاد الأوربي (الإنجليزية)
- إلياس كوبو على موقع الاتحاد البلجيكي (الإنجليزية)
- إلياس كوبو على موقع قاعدة بيانات كرة القدم.إي يو (الإنجليزية)
- إلياس كوبو على موقع ناشيونال فوتبول تيمز (الإنجليزية)
- إلياس كوبو على موقع Soccerbase.com (لاعب) (الإنجليزية)
- إلياس كوبو على موقع Soccerway.com (الإنجليزية)
- إلياس كوبو على موقع عالم كرة القدم.نت (الإنجليزية)